# Николайполь
Николайполь — деревня в Исилькульском районе Омской области. Входит в состав Кухарёвского сельского поселения.

## История
Основана в 1909 г. Основатели из Причерноморья. В 1928 г. состояла из 18 хозяйств, основное население — немцы. В составе Пучковского сельсовета Исилькульского района Омского округа Сибирского края.

## Население
| 1920 | 1926 | 1970 | 1979 | 1989 | 2002 | 2010 |
| ---- | ---- | ---- | ---- | ---- | ---- | ---- |
| 151  | ↗154 | ↗551 | ↗572 | ↗652 | ↘540 | ↘441 |